# Prostemmiulus obscurus
Prostemmiulus obscurus är en mångfotingart som beskrevs av Chamberlin 1952. Prostemmiulus obscurus ingår i släktet Prostemmiulus och familjen Stemmiulidae. Inga underarter finns listade i Catalogue of Life.